# Нікітін Петро Романович
Петро Романович Нікітін (1727 — 1784) — архітектор, син художника Романа Нікітіна, племінник художника Івана Нікітіна, учень Д. В. Ухтомського, творець генеральних планів, проектів вулиць і будинків, подорожніх палаців у таких містах, як: Твер, Калуга, Торжок, Боровськ, Козельськ, Малоярославець. Можливо, є автором подорожнього палацу в Городні (Тверська область, РФ).

## Робота

### Москва
У 1760—1763 роках очолював канцелярію архітекторів при Московській Сенатській конторі. Як припускають, за проектом Ж. Б. Валлєна Деламота побудував палац у садибі Ярополець.

### Калуга
У Калузі спланував комплекс будівель Присутніх місць (рос. Присутственных мест) і Гостинного двору, побудував Кам'яний міст, будівлю Головного народного училища, Московські ворота (не збереглися). Почесний громадянин міста.

### Твер
Спільно з О. В. Квасовим розробили проект першого регулярного плану забудови Твері, проекти будинків, визначили характер забудови міста. За його участю здійснені планування і забудова площ: восьмикутна (нині площа Леніна) і напівциркульними (нині площа Михайла Тверського). У Твері забудував набережну Волги (нині рос. Набережная Степана Разина), побудував Подорожній палац, будинок губернатора, поштовий двір.
Катерина II так оцінила його діяльність: 

«Твер — друге за красою місто, після Петербурга».